# サヴジ
サヴジ皇子（Savcï çelebi, SavcıBey 、1348年頃 - 1373年頃）は、オスマン帝国皇帝ムラト1世の長子、後継者にして反逆者。

## 人物
1370年代に、アンドロニコスとともに、オスマン帝国の皇帝ムラト1世とビザンチン帝国の皇帝ヨハネス5世パリオロゴスの両方に反抗。 サヴジはムラトの3人の息子の末っ子。彼の母親の名前と生年月日は不明。オスマン帝国の伝統では、すべての王子（トルコ語: şehzade  ）トレーニングの一環として、州（ sanjak ）の知事を務める必要があった。 Savcıのサンジャクは、帝国の共同首都であるブルサ（エディルネと共に）。